# Magical Suite Prism Nana
Magical Suite Prism Nana (まじかるすいーと プリズム ナナ?, Majikaru Suīto Purizumu Nana) è un progetto di genere mahō shōjo ideato dalla Shaft. La storia, ambientata in un futuro non molto lontano, ruota attorno a tre ragazze adolescenti, le quali si trasformano in "Nana" per affrontare alcuni mostri. Il progetto è stato annunciato nel 2012 insieme a diversi video promozionali animati e a una serie di pachi-slot pubblicata dalla Daxel, mentre nel 2015 è stata prodotta una serie OAV dalla Shaft.

## Personaggi
Itaru Washioka (鷲岡 至?, Washioka Itaru) / Heat Nana (ヒートナナ?, Hīto Nana)
Doppiata da: Suzuko Mimori
La leader del gruppo. Esercita il potere del fuoco e la sua arma è un guanto che porta sulla mano sinistra. È una ragazza allegra e fortunata che desidera, un giorno, andare su un razzo nello spazio.
Asuka Asagi (浅木 飛鳥?, Asagi Asuka) / Earth Nana (アースナナ?, Āsu Nana)
Doppiata da: Asami Imai
Una ragazza molto educata che esercita il potere della terra e che usa come arma arco e freccia.
Kotone Oribe (織部 琴音?, Oribe Kotone) / Splash Nana (スプラッシュナナ?, Supurasshu Nana)
Doppiata da: Eri Kitamura
Una ragazza timida che esercita il potere dell'acqua e che usa come arma una chitarra elettrica.
Mako Hiiragi (柊 マコ?, Hiiragi Mako) / Elec Nana (エレキ ナナ?, Ereki Nana)
Doppiata da: Chika Anzai
Una ragazza che esercita il potere dell'elettricità.

## Produzione
Il progetto di Prism Nana è stato annunciato il 1º agosto 2012, mentre il primo trailer promozionale della serie è stato mostrato a uno stand dell'82° Comiket il 10 agosto dello stesso anno. Il character design è stato sviluppato da Kantoku, noto soprattutto per aver illustrato la serie di light novel Hentai ōji to warawanai neko., e sette anteprime promozionali dell'edizione pilota sono state pubblicate tra il 30 settembre 2012 e il 26 aprile 2013. Una serie di sette episodi OAV, ognuno diretto da un regista diverso, è stata prodotta dalla Shaft verso la fine del 2015.